# Trematomus tokarevi
Trematomus tokarevi és una espècie de peix pertanyent a la família dels nototènids.

## Descripció
- Pot arribar a fer 22,4 cm de llargària màxima.
- Cos esvelt i de color marró canyella clar (verdós per damunt i més clar a la zona ventral).
- Presenta taques i línies de color marró grisenc.
- 4-6 espines i 35-37 radis tous a l'aleta dorsal i 32-33 radis tous a l'anal.
- 51-53 vèrtebres.[6][7]

## Hàbitat
És un peix d'aigua marina i batidemersal, el qual viu entre 295 i 700 m de fondària i entre les latituds 60°S-70°S.

## Distribució geogràfica
Es troba a l'oceà Antàrtic: l'Antàrtida, les illes Òrcades del Sud i les illes Shetland del Sud.

## Observacions
És inofensiu per als humans.